# Track Incognita
Track Incognita (укр. Трек Інкогніта) - пригодницькі командні змагання в Українських Карпатах. Вперше відбулись в серпні 2016 року, район проведення змагань змінюється що року.

## Загальні положення
Участь у змаганнях можуть брати як аматори (для перевірки своїх сил та здібностей), так і професіонали.
Карта з контрольними пунктами (КП) оприлюднюється в день Старту. Старт і Фініш знаходяться в одному місці.
На Старті учасники отримують не всі КП. Є декілька суддівських КП, на яких можна отримати наступну частину КП. При цьому, взяти всі КП майже неможливо.
КП оцінюються від “3” до “9” балів. КП нумеруються від “30” до “99”, де перша цифра означає вартість КП в балах (наприклад: КП “48” має 4 бали, а “71” – 7 балів).
Порядок взяття КП – довільний, але логіка руху для отримання решти КП визначається обмеженим часом роботи суддівських КП.
Змагання проводяться в останні вихідні серпня.
Місце розташування Стартової галявини та Район змагань оприлюднюється не менше ніж за місяць до початку змагань.
Змагання проводяться у категоріях:
1. “EASY” – 12 год (пішохідна дистанція, орієнтування);
2. “HARD” – 24 год (пішохідна дистанція, орієнтування);
3. “MULTI” – 24 год (велосипедно-пішохідна дистанція, орієнтування, сплав на плавзасобі, техніка гірського туризму, спеціальні етапи).

## Історія

### Track Incognita 2016
Перші змагання відбулись 27 серпня 2016 року, стартова галявина базувалась неподалік села Чорна Тиса. Участь в змаганнях взяли 6 команд з 14 учасників в одній категорії складності з контрольним часом 18 годин.
Переможці змагань
| місце | команда       | учасники, місто            | час          |
| ----- | ------------- | -------------------------- | ------------ |
| І     | Forever Young | Боднар Дарія Львів         | 17 год 58 хв |
| І     | Forever Young | Ковтун Павло Тернопіль     | 17 год 58 хв |
| ІІ    | Білі Вовки    | Широкий Тимофій Львів      | 15 год 18 хв |
| ІІ    | Білі Вовки    | Якимів Василь Львів        | 15 год 18 хв |
| ІІІ   | Їжачки        | Юрчук Максим Хмельницький  | 15 год 39 хв |
| ІІІ   | Їжачки        | Вельма Микола Хмельницький | 15 год 39 хв |

### Track Incognita 2017
Другі змагання відбулись 26 серпня 2017 року, неподалік села Біласовиця. Участь у змаганнях взяло 29 учасників із 13 команд, цього разу контрольний час було збільшено до 24 годин.
Переможці змагань
| місце | команда       | учасники, місто                      | час          |
| ----- | ------------- | ------------------------------------ | ------------ |
| І     | Raramuri      | Слотін Артем Черкаси                 | 09 год 46 хв |
| І     | Raramuri      | Форманюк Руслан Володимир-Волинський | 09 год 46 хв |
| ІІ    | Forever Young | Боднар Дарія Львів                   | 11 год 05 хв |
| ІІ    | Forever Young | Ковтун Павло Тернопіль               | 11 год 05 хв |
| ІІІ   | Bundesteam    | Куць Андрій Львів                    | 11 год 44 хв |
| ІІІ   | Bundesteam    | Жеребецький Юрій Хмельницький        | 11 год 44 хв |

### Track Incognita 2018
Треті змагання відбулись 25 серпня 2018 року, стартова галявина розташовувалась неподалік с. Мислівка. Цього року змагання відбувались в двох категорія складності "EASY" з контрольним часом 12 годин та категорія "HARD" з контрольним чяасом 24 години.
Переможці змагань категорії "EASY"
| місце | команда  | учасники, місто          | час, сума балів        |
| ----- | -------- | ------------------------ | ---------------------- |
| І     | Forza    | Якимів Василь Львів      | 11 год 53 хв, 15 балів |
| І     | Forza    | Якимів Микола Львів      | 11 год 53 хв, 15 балів |
| ІІ    | FFFamily | Філіпович Руслан Львів   | 11 год 21 хв, 11 балів |
| ІІ    | FFFamily | Філіпович Юлія Львів     | 11 год 21 хв, 11 балів |
| ІІІ   | Бистриця | Рибак Тарас Самбір       | 11 год 30 хв, 11 балів |
| ІІІ   | Бистриця | Романяк Ростислав Самбір | 11 год 30 хв, 11 балів |

Переможці змагань категорії "HARD"
| місце | команда        | учасники, місто               | час, сума балів        |
| ----- | -------------- | ----------------------------- | ---------------------- |
| І     | Берлінги       | Спетрук Олег Чортків          | 21 год 58 хв, 22 балів |
| І     | Берлінги       | Кінаш Юрій Львів              | 21 год 58 хв, 22 балів |
| ІІ    | Bundesteam     | Куць Андрій Львів             | 22 год 38 хв, 20 балів |
| ІІ    | Bundesteam     | Жеребецький Юрій Хмельницький | 22 год 38 хв, 20 балів |
| ІІІ   | Charles Milles | Мартинюк Роман Київ           | 22 год 15 хв, 19 балів |
| ІІІ   | Charles Milles | Середній Василь Ужгород       | 22 год 15 хв, 19 балів |
| ІІІ   | Charles Milles | Щубелка Микола Ужгород        | 22 год 15 хв, 19 балів |